# Helicostilbe helicina
Helicostilbe helicina är en svampart som beskrevs av Höhn. 1902. Helicostilbe helicina ingår i släktet Helicostilbe, divisionen sporsäcksvampar och riket svampar.   Inga underarter finns listade i Catalogue of Life.